# Saison 3 de Good Girls
 (février 2024).
Si vous disposez d'ouvrages ou d'articles de référence ou si vous connaissez des sites web de qualité traitant du thème abordé ici, merci de compléter l'article en donnant les références utiles à sa vérifiabilité et en les liant à la section « Notes et références ».
Chronologie
Saison 2 Saison 4
Cet article présente le guide des épisodes de la troisième saison de la série télévisée américaine Good Girls.

## Généralités
- Aux États-Unis, la saison a été diffusée du 16 février au 3 mai 2020[1] sur le réseau NBC.
- Initialement prévue pour compter 16 épisodes[2], la saison a été écourtée de cinq épisodes en raison de la pandémie de Covid-19[1].
- Dans le reste du monde, incluant le Canada et les pays francophones, elle est disponible depuis le 26 juillet 2020 sur le service Netflix[3].

## Distribution

### Acteurs principaux
- Christina Hendricks  : Beth Boland
- Retta  : Ruby Hill
- Mae Whitman  : Annie Marks
- Matthew Lillard  : Dean Boland
- Reno Wilson (en)  : Stan Hill
- Manny Montana  : Rio
- Lydia Jewett  : Sara Hill
- Isaiah Stannard  : Ben Marks

### Acteurs récurrents
- Zach Gilford  : Greg Marks
- Sally Pressman  : Nancy
- Jackie Cruz  : Rhea
- Charlyne Yi  : Lucy
- Rob Heaps  : Josh Cohen
- Noureen DeWulf  : Diane/Krystal
- Ethan Suplee  : Gil
- Carlos Aviles  : Mick

## Épisodes

### Épisode 1:Trouve ta plage
- États-Unis : 16 février 2020 sur NBC
- Reste du  : 26 juillet 2020 sur Netflix[4]

- États-Unis : 1,97 million de téléspectateurs[5] (première diffusion)

### Épisode 2:Pas que des cartes
- États-Unis : 23 février 2020 sur NBC
- Reste du  : 26 juillet 2020 sur Netflix

- États-Unis : 1,81 million de téléspectateurs[6] (première diffusion)

### Épisode 3:Donut
- États-Unis : 1er mars 2020 sur NBC
- Reste du  : 26 juillet 2020 sur Netflix

- États-Unis : 1,80 million de téléspectateurs[6] (première diffusion)

### Épisode 4:L'œil du survivant
- États-Unis : 8 mars 2020 sur NBC
- Reste du  : 26 juillet 2020 sur Netflix

- États-Unis : 1,91 million de téléspectateurs[7] (première diffusion)

### Épisode 5:Au Jus
- États-Unis : 15 mars 2020 sur NBC
- Reste du  : 26 juillet 2020 sur Netflix

- États-Unis : 1,90 million de téléspectateurs[8] (première diffusion)

### Épisode 6:Frère Jacques
- États-Unis : 22 mars 2020 sur NBC
- Reste du  : 26 juillet 2020 sur Netflix

- États-Unis : 1,90 million de téléspectateurs[9] (première diffusion)

### Épisode 7:Las Vegas
- États-Unis : 29 mars 2020 sur NBC
- Reste du  : 26 juillet 2020 sur Netflix

- États-Unis : 1,98 million de téléspectateurs[10] (première diffusion)

### Épisode 8:Mamie
- États-Unis : 5 avril 2020 sur NBC
- Reste du  : 26 juillet 2020 sur Netflix

- États-Unis : 1,84 million de téléspectateurs[11] (première diffusion)

### Épisode 9:Motivation
- États-Unis : 19 avril 2020 sur NBC
- Reste du  : 26 juillet 2020 sur Netflix

- États-Unis : 1,75 million de téléspectateurs[12] (première diffusion)

### Épisode 10:Opportunité
- États-Unis : 26 avril 2020 sur NBC
- Reste du  : 26 juillet 2020 sur Netflix

- États-Unis : 1,58 million de téléspectateurs[13] (première diffusion)

### Épisode 11:Synergie
- États-Unis : 3 mai 2020 sur NBC
- Reste du  : 26 juillet 2020 sur Netflix

- États-Unis : 1,75 million de téléspectateurs[14] (première diffusion)